# Toxic (альбом)
TOXIC — пятый студийный альбом японской visual kei рок-группы the GazettE, вышедший 5 октября 2011 года. Продажи альбома TOXIC стартовали с шестой строчки японского чарта Oricon, за первую неделю было распродано 25 412 экземпляров.
Альбом включает в себя четыре сингла: «Shiver», «Red», «Pledge» и «Vortex».

## Список композиций

### Обычное издание
| №   | Название                                        | Текст песни | Музыка      | Длительность |
| --- | ----------------------------------------------- | ----------- | ----------- | ------------ |
| 1.  | «Infuse Into (Вливание)»                        | Руки        | the GazettE | 1:23         |
| 2.  | «Venomous Spider's Web (Ядовитая паутина)»      | Руки        | the GazettE | 3:50         |
| 3.  | «Sludgy Cult (Грязный культ)»                   | Руки        | the GazettE | 3:14         |
| 4.  | «Red (Красный)»                                 | Руки        | the GazettE | 3:24         |
| 5.  | «Suicide Circus (Цирк самоубийц)»               | Руки        | the GazettE | 4:07         |
| 6.  | «Shiver (Дрожь)»                                | Руки        | the GazettE | 4:11         |
| 7.  | «My Devil On The Bed (Мой дьявол в постели)»    | Руки        | the GazettE | 3:23         |
| 8.  | «Untitled (Без названия)»                       | Руки        | the GazettE | 4:21         |
| 9.  | «Pledge (Залог)»                                | Руки        | the GazettE | 6:05         |
| 10. | «Ruthless Deed (Беспощадное дело)»              | Руки        | the GazettE | 3:37         |
| 11. | «Psychopath (Психопат)»                         | Руки        | the GazettE | 3:04         |
| 12. | «Vortex (Вихрь)»                                | Руки        | the GazettE | 4:05         |
| 13. | «Tomorrow Never Dies (Завтра не умрёт никогда)» | Руки        | the GazettE | 4:08         |
| 14. | «Omega (Омега)»                                 | Руки        | the GazettE | 1:37         |

### DVD (Ограниченное издание)
| №   | Название                                    | Длительность |
| --- | ------------------------------------------- | ------------ |
| 15. | «The Suicide Circus (PV)»                   |              |
| 16. | «The Suicide Circus (Видео создания клипа)» |              |